# Акмеология
Акмеоло́гия (от др.-греч. ακμή, akme — вершина, др.-греч. λόγος, logos — учение) — философский раздел психологии развития, исследующий закономерности и механизмы, обеспечивающие возможность достижения высшей ступени (акме) индивидуального развития. 

## Критика
Статус акмеологии спорен. Артемий Магун, рассматривающий состояние российских университетов, указывает на возникновение в них новых таких, по его мнению, экзотических, причудливых и «эндемичных» дисциплин, как синергетика, имиджеология, акмеология, соционика, связывая это с общим кризисом высшего образования на постсоветском пространстве и в особенности с изолированностью постсоветской традиции социального знания от мировой науки и результирующей нехваткой взаимной критики концепций в этой области.

## Краткая история формирования акмеологии в России
- 1928 г. — Н. А. Рыбников предложил термин «акмеология», как науки «… о развитии зрелых людей».
- середина XX века — Б. Г. Ананьев определил место акмеологии в системе наук о человеке.
- 90-е гг. XX века под руководством А. А. Деркача и А. А. Бодалева создана первая кафедра акмеологии и психологии профессиональной деятельности в Российской академии государственной службы при Президенте Российской Федерации.
- 1992 г.
  - по инициативе д.пс.н. Н. В. Кузьминой, д.пс.н. А. А. Деркача и д.пс.н. А. М. Зимичева в Санкт-Петербурге создана и зарегистрирована научно-общественная организация «Академия акмеологических наук».
  - Вышла книга М. Тартаковского «Акмеология»[3].
- 1995 г. — по инициативе д. пс. н. А. М. Зимичева учреждено первое высшее учебное заведение акмеологического профиля — Санкт-Петербургская акмеологическая академия, ныне — Санкт-Петербургский институт психологии и акмеологии.

Согласно паспорту специальности ВАК, акмеология относится одновременно к педагогической и психологической отраслям наук.

## Направления акмеологии
1. Профессиональная акмеология[4] , в рамках которой выделены следующие направления:
  - Педагогическая акмеология;
  - Военная акмеология;
  - Социальная акмеология;
  - Школьная акмеология;
  - Медицинская акмеология.

## Научные журналы
- Российский научно-практический журнал «Акмеология», издаваемый РАГС.
- Журнал «Акмеология образования», издаваемый Костромским государственным университетом имени Н. А. Некрасова.

## Общественная академия
В России в 1995 году была создана общественная Академия акмеологических наук, преобразованная позже в Санкт‑Петербургский институт психологии и акмеологии. Рособрнадзор в 2016 году лишил упомянутый институт госаккредитации «за несоответствие государственным стандартам», в том числе осуществлению учебной программы не в полном объёме. Вуз в то время проходил процедуру присоединения (поглощения) Восточно‑Европейским институтом психоанализа, который также вскоре остался без аккредитации.
Наблюдатели отмечают усиление кризиса акмеологии в России и на постсоветском пространстве (за его пределами она не изучается): вузы закрывают созданные в 1990-е годы кафедры акмеологии и диссертационные советы по ней, сокращают набор новых студентов, слышны требования исключить дисциплину из списка ВАК (пока имеется специальность «19.00.13 Психология развития, акмеология»). А само проявление интереса к этой дисциплине в 1990-е годы некоторые исследователи (например, философ Артемий Магун) связывают с общим кризисом науки и обучения в высшей школе в постсоветских странах в 1990-е годы.
Сознавая отсутствие значимых достижений и расплывчатость самого направления исследований, в поисках новых точек опоры некоторые акмеологи пытаются устанавливать новые междисциплинарные связи, в том числе с другой отраслью знаний — синергетикой, однако и здесь их ожидало огорчение: применение последней в гуманитарных науках в РАН называют лженаучным.